# La Mancha
La Mancha är en historisk region i Spanien. Idag ingår den i den autonoma regionen Kastilien-La Mancha. Den är belägen på Nya kastilianska högslätten.
Regionen är känd för att vara det område där berättelserna om Don Quijote utspelar sig.